# Philips Vingboons

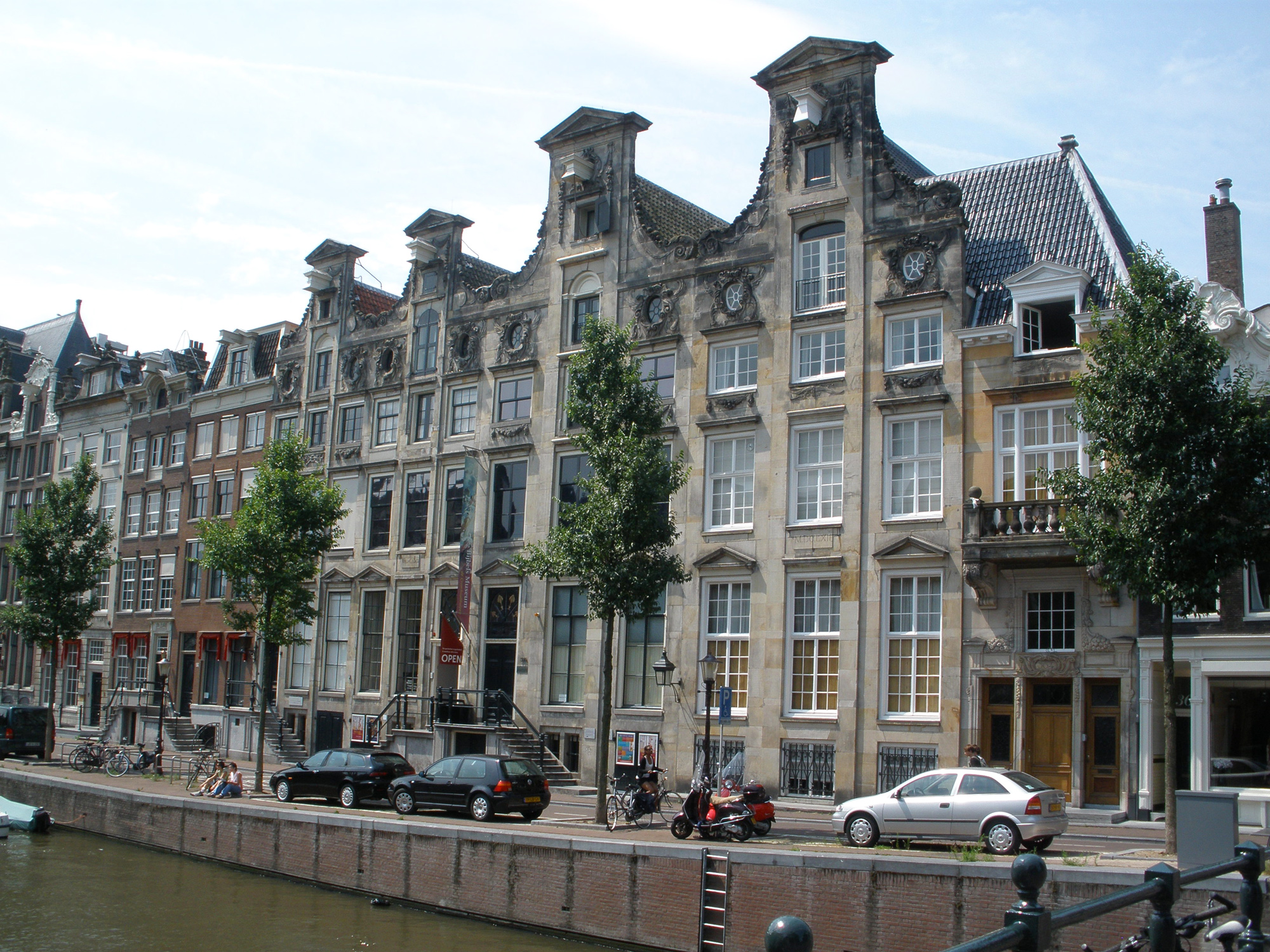
De Cromhouthuizen, tot 2020 Bijbels Museum

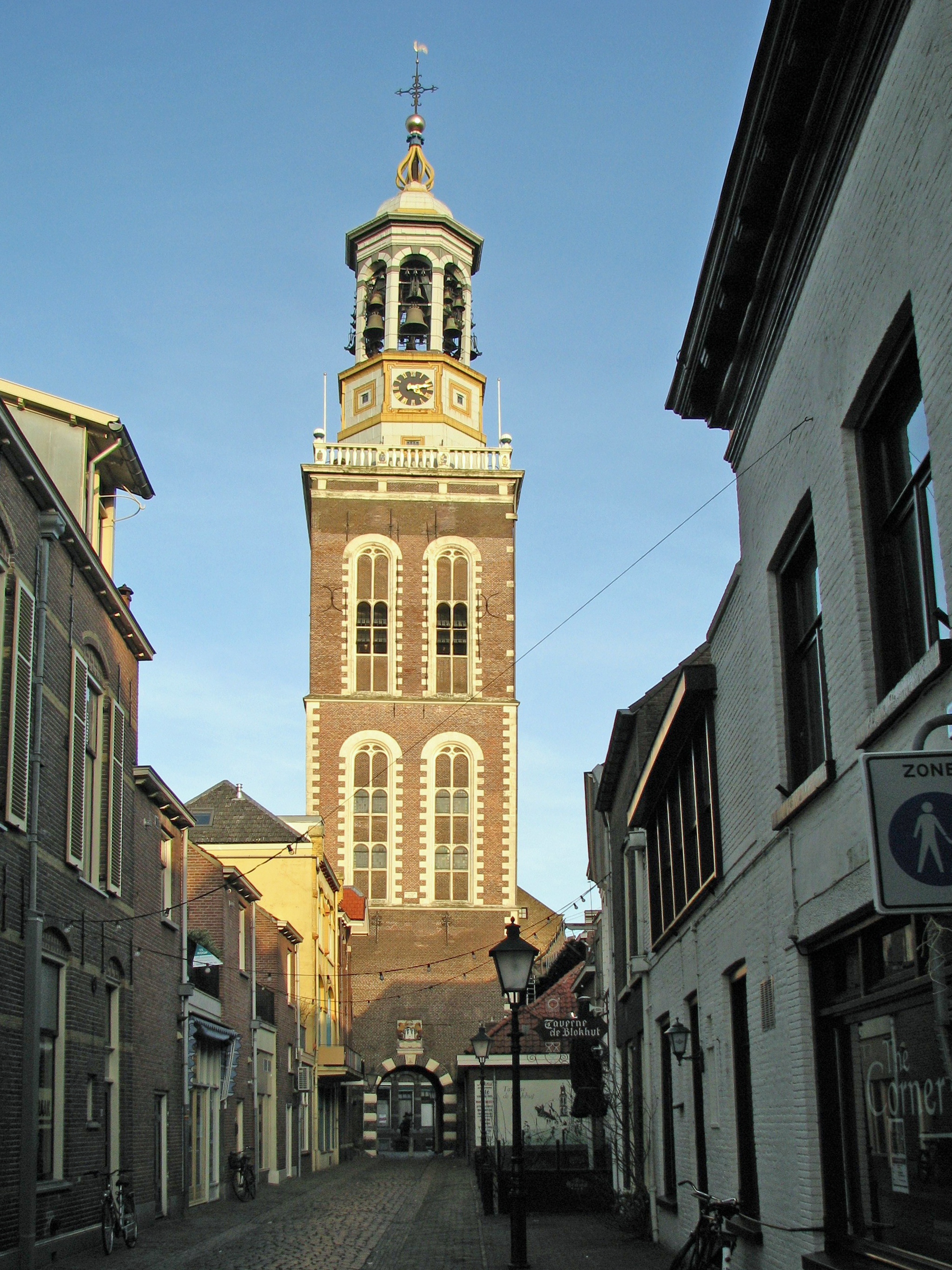
De Nieuwe Toren van Kampen

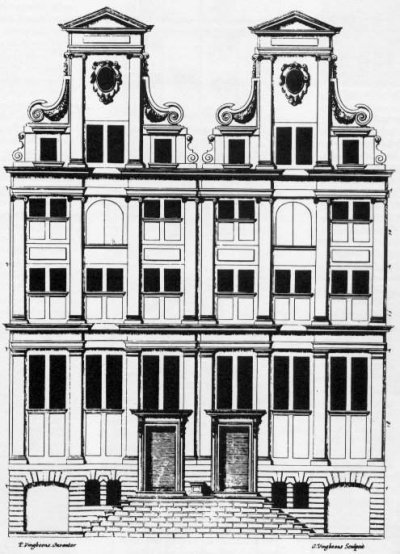
Ontwerptekening Rokin 145-147

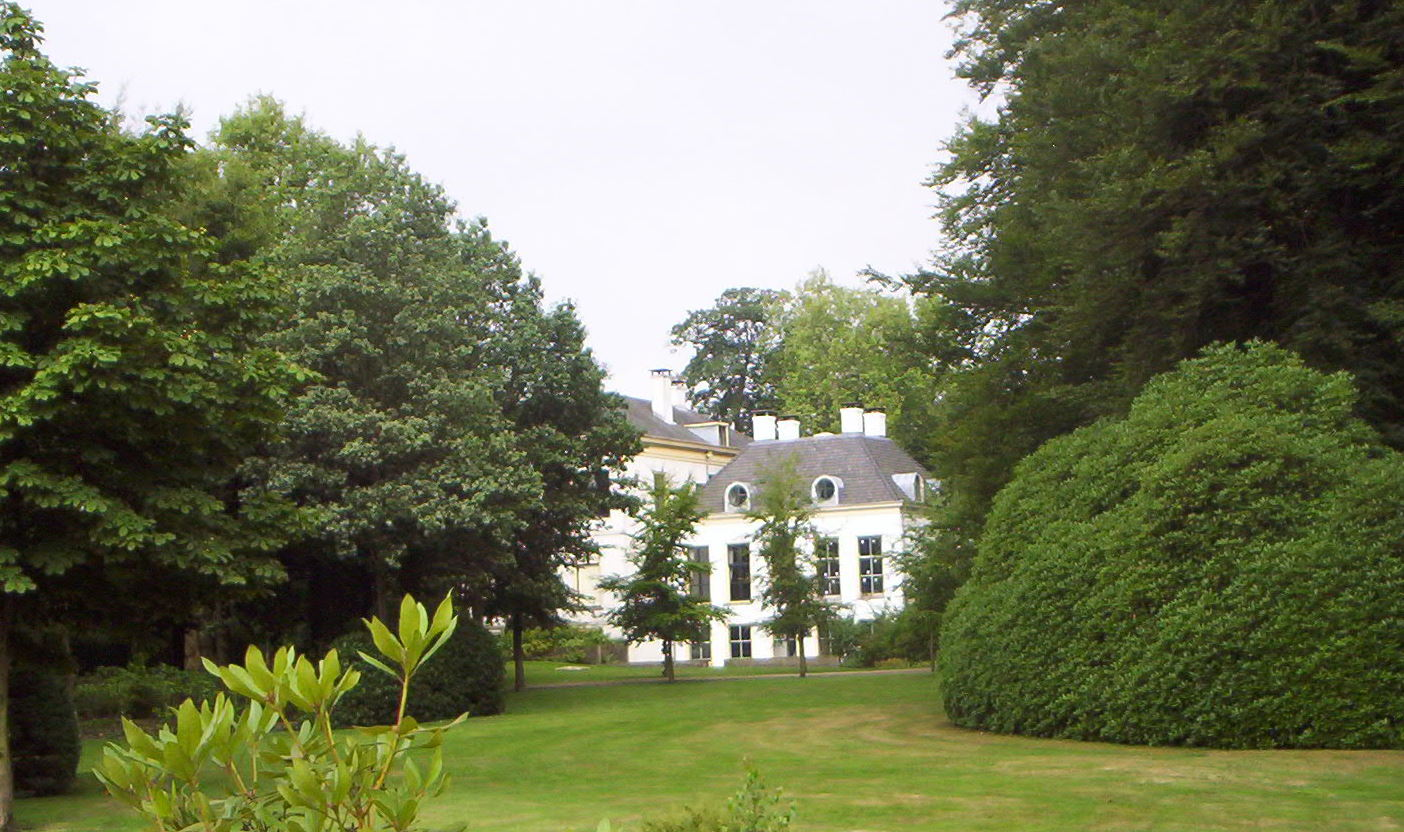
Landgoed Pijnenburg (1647) bij Lage Vuursche

Philips Vingboons of Philiphus Vinckebooms (Amsterdam, ca. 1607 – begraven aldaar, 2 oktober 1678) was een Nederlandse architect die behoorde tot de school van Jacob van Campen, het Hollands classicisme. Vingboons was vooral actief in zijn geboortestad Amsterdam en waarschijnlijk een van de eerste architecten die van hun werk konden leven.

## Leven en werk
Hij was een van de tien kinderen van de Mechelse schilder David Vinckboons die zich in Amsterdam had gevestigd. Hij is opgegroeid in de Sint Antoniesbreestraat, achter het Trippenhuis. Bijna de hele familie tekende, schilderde of graveerde. Johannes Vingboons was een belangrijk cartograaf.
Philips Vingboons wordt wel de uitvinder van de Amsterdamse halsgevel genoemd. De oudste halsgevel van Amsterdam, Herengracht 168 uit 1638, is door hem ontworpen. Kloveniersburgwal 95 uit 1642 is een van de fraaist geproportioneerde stadspaleizen in classicistische stijl in Amsterdam. Philips Vingboons was op het hoogtepunt van de macht en rijkdom van Amsterdam, halverwege de 17e eeuw, de belangrijkste architect van Amsterdam; hij leidde ook de uitvoering. Vingboons ontwierp vooral woonhuizen omdat hij vanwege zijn katholieke geloof niet in aanmerking kwam voor opdrachten van de overheid.
In 1648 en 1674 verschijnen boeken met ontwerptekeningen van Philips Vingboons ("Afbeeldsels"), waardoor we een goed beeld van het werk van deze voor Amsterdam zo belangrijke architect hebben. Zijn broer, Justus Vingboons, was ook architect, maar is veel minder bekend.
De zogenaamde Vingboonsgevel is in de periode van het Hollands Classicisme (1640-1665) op grote schaal nagebootst. Op eenvoudiger huizen verschijnt een pilaster-halsgevel, eenvoudig uitgevoerd in baksteen met enkele sobere ornamenten. Dit type wordt wel een Vingboons-imitatie genoemd.

## Bouwwerken (selectie)
Amsterdam
- Begijnhof, Schuilkerk Sint Johannes en Ursula (1671/72)
- Herengracht 168 (1638), de frontons boven de vensters zijn in de 18e eeuw, bij het vergroten van de ramen, verwijderd
- Herengracht 364-370 (de Cromhouthuizen, 1660/62), de stoep van Herengracht 364 is opgeheven
- Herengracht 386 (1663/65), de stoep is opgeheven (de ingang is naar de begane grond verplaatst)
- Herengracht 412 (1664/67), de ingang is hier altijd op de begane grond geweest
- Herengracht 450 (Huis Deutz, 1663), dak verhoogd en gewijzigd in 1922; de hier toegepaste stijl loopt vooruit op de zogenaamde strakke stijl van Adriaan Dortsman
- Herengracht 466 (1669), verbouwd in 1858 (onder andere vensters veranderd), ingang opgeheven en verplaatst naar in stijl bijgetrokken hoekhuis in 1904
- Keizersgracht 319 (1639), ingang met poortje in middentravee in de 18e eeuw gesloopt, ingang verplaatst naar rechtertravee
- Keizersgracht 384 (1663/65), verbouwing Schouwburg van Van Campen
- Keizersgracht 577 (1664/65), het grote fronton is verwijderd
- Kloveniersburgwal 77 (het Huis Bambeeck ook genaamd "De Star of De Ster", 1650), merk op dat deze gevel een pilaster in het midden heeft, ongebruikelijk in de klassieke architectuur. De eerste Joodse advocaat in Nederland, Jonas Daniël Meijer woonde hier in de 18e eeuw.
- Kloveniersburgwal 95 (het Poppenhuis, 1642), let op de fraaie Korinthische orde naar Vignola; de ingang in de middentravee is in de 19e eeuw verdwenen
- Oude Turfmarkt 129 en naastliggende, huurhuizen van het Sint Pietersgasthuis (1643/45), in de 19e eeuw in gebruik door De Nederlandsche Bank, nu het Allard Pierson Museum: de meeste van de negen huurhuizen zijn in de 19e eeuw gesloopt, maar drie huizen staan er nog, zoals Oude Turfmarkt 129, echter zonder topgevels
- Oude Turfmarkt 145-147 (1641/43), de voorgevel van het rechterhuis is in de 19e eeuw vernieuwd.
- Oudezijds Voorburgwal 316 (de Ladder Jacobs, 1655)
- Rokin 95 (1646), topgevel aan insnijdend dak verwijderd
- Singel 282-286 (1639), het grote fronton boven het midden is verwijderd
- Singel 460 (Neurenberg / Odeon, 1662), de stoep is opgeheven (de ingang is naar de begane grond verplaatst)
- Singel 548 (1639/42), huis-Huydecoper. In 1943 getroffen door een neergestorte bommenwerper. Delen van de gevel liggen thans opgeslagen in depot.
- Weteringdwarsstraat (o.a.), wevershuizen Noortsche Bos in de Weteringbuurt (1670/71), slechts een deel van de 211 gebouwde woningen bestaat nog, bijvoorbeeld 3e Weteringdwarsstraat 33 en Weteringstraat 19. Een nog bestaand origineel blok van vier wevershuizen dat de (achter)tuin deelt betreft 2e Weteringdwarsstraat 66 en 68 met 3e Weteringdwarsstraat 29 en 31.

Ook de gerestaureerde panden Nieuwe Looiersstraat 25-27 zijn wevershuizen van de hand van Vingboons, gebouwd in opdracht van het Burgerweeshuis.
Bad Bentheim
- De bovenste poort van Kasteel Bentheim in Bad Bentheim

Breukelen
- Vechtvliet aan de Utrechtse Vecht bij Breukelen (circa 1670)

 Diepenheim 
- Buitenplaats Het Nijenhuis bij Diepenheim in Overijssel (1655), het middelste gedeelte is nog goed herkenbaar, in de 19e en 20e eeuw zijn op alle hoeken torens gebouwd

Kampen
- Nieuwe Toren (1649) in Kampen

Lage Vuursche
- Huis Pijnenburg in Lage Vuursche, gemeente Baarn (1647)

Maarssen
- Buitenplaats Gansenhoef (ca. 1655) langs de Utrechtse Vecht bij Maarssen